# Dibsi Afnan
Dibsi Afnan (arab. دبسي عفنان) – miejscowość w Syrii, w muhafazie Ar-Rakka. W 2004 roku liczyła 3833 mieszkańców.